# Cativella
Cativella är ett släkte av kräftdjur. Cativella ingår i familjen Trachyleberididae.
Kladogram enligt Catalogue of Life:
| Cativella | \| \| Cativella navis \| \| \| \| \| \| Cativella semitranslucens \| \| \| \| |
|           | \| \| Cativella navis \| \| \| \| \| \| Cativella semitranslucens \| \| \| \| |
|           | Cativella navis                                                               |
|           |                                                                               |
|           | Cativella semitranslucens                                                     |
|           |                                                                               |